# Караваевский сельский совет (Гребёнковский район)
Караваевский сельский совет (укр. Короваївська сільська рада) — входит в состав
Гребёнковского района
Полтавской области
Украины.
Административный центр сельского совета находится в 
с. Караваи.

## Населённые пункты совета
- с. Караваи
- с. Лутайка